# Fiesta Nacional de los Estudiantes
La Fiesta Nacional de los Estudiantes (FNE) es una festividad originaria de San Salvador de Jujuy que se celebra con carácter anual en distintos puntos de la Provincia de Jujuy, Argentina. La Fiesta tiene lugar durante la Semana del Estudiante argentina y da la bienvenida a la primavera, que inicia el 21 de septiembre en el hemisferio sur. Se celebra a fines del mes de septiembre por aproximadamente 10 días, conmemorando el cambio de estación y a la juventud mediante tres eventos principales dirigidos principalmente a los estudiantes de educación secundaria y seguidos por casi la totalidad de la población jujeña gracias a la cobertura completa de parte de todos los medios de comunicación: desfiles de carrozas y carruajes alegóricos, elecciones de representantes y el Congreso de la Juventud. Asimismo, simultáneamente se realizan fiestas, campañas de concientización, conciertos, concursos artísticos y competencias deportivas para los estudiantes de todos los  niveles educativos de la provincia.
Manteniendo la tradición iniciada a inicios de la década de los años 1950 a nivel local, que se extendió a nivel nacional  dos décadas después, se dice que en esa época Jujuy se transforma en la Capital Nacional de la Juventud y la Primavera. El apoyo definitivo del gobierno nacional llegó en el año 2004, cuando este estatus fue ratificado por el Senado de la Nación Argentina mediante la sanción de la Ley 25.933. La pandemia de COVID-19 provocó la cancelación de la gran mayoría de los eventos de la Fiesta en el año 2020 y forzó a la organización a realizar la edición de manera virtual, lo que supuso un hecho histórico que rompió con costumbres que duraron 69 años ininterrumpidamente. No obstante, mediante una extensa serie de protocolos sanitarios, gran parte de las celebraciones se reinstauraron y se reformaron para la 70ª edición de 2021, retornando a la normalidad en 2022.
La dimensión y el movimiento económico de la Fiesta llevó a la creación del Ente Autárquico Permanente en 1996, organismo del gobierno provincial que trabaja en conjunto con la Comisión Estudiantil, compuesta por estudiantes de nivel secundario de toda la provincia. Cada año, el Ente y la Comisión se encargan de delinear un reglamento y supervisar su cumplimiento, en particular con respecto a los desfiles de carrozas y las elecciones de representantes estudiantiles, que por su número y masividad ahora se realizan desde el inicio del año escolar y a lo largo de todo el territorio nacional. 

## Historia

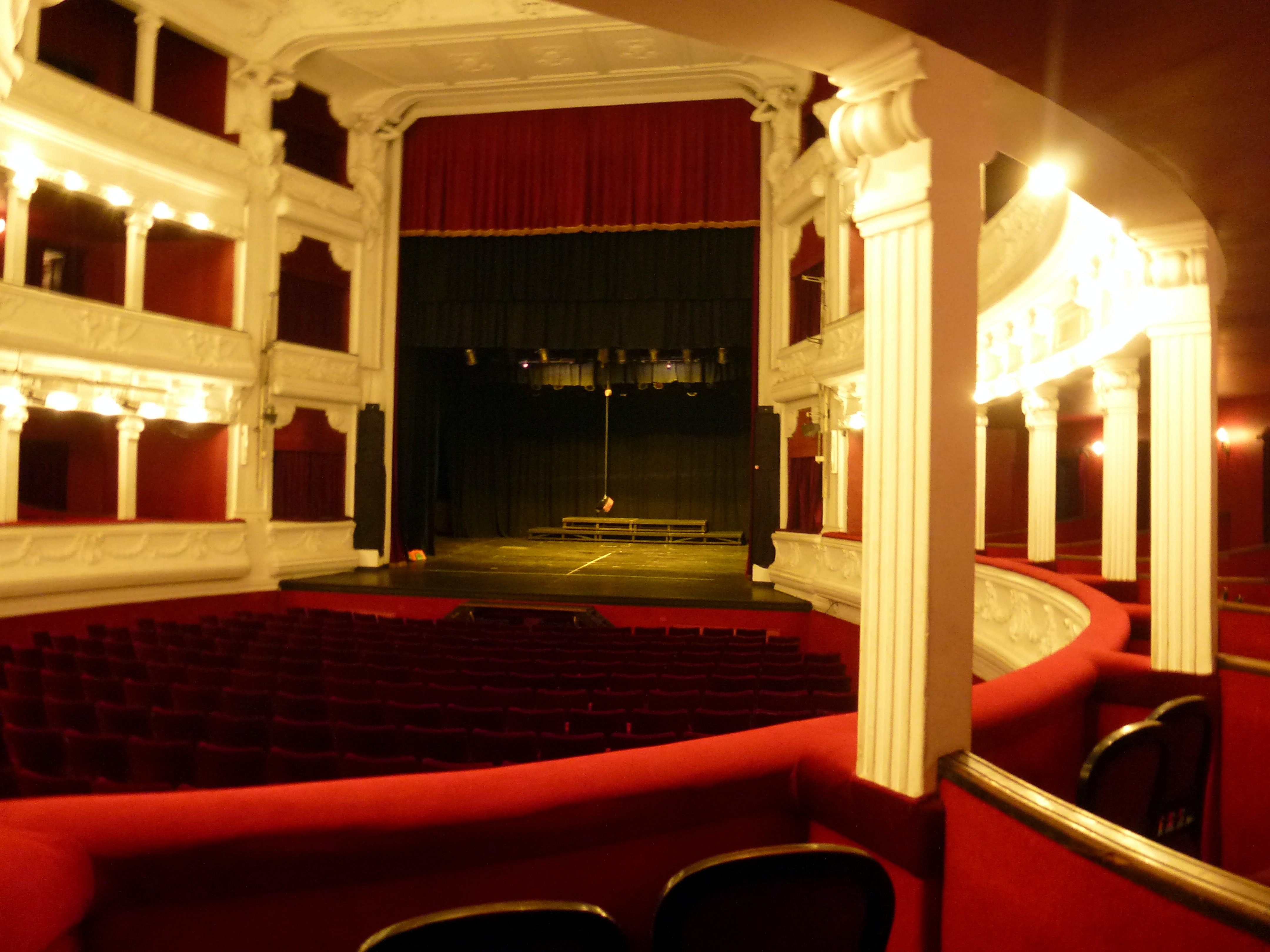
Interior del Teatro Mitre de San Salvador de Jujuy, lugar de celebración de "El Vejigazo", evento precursor de la Fiesta.

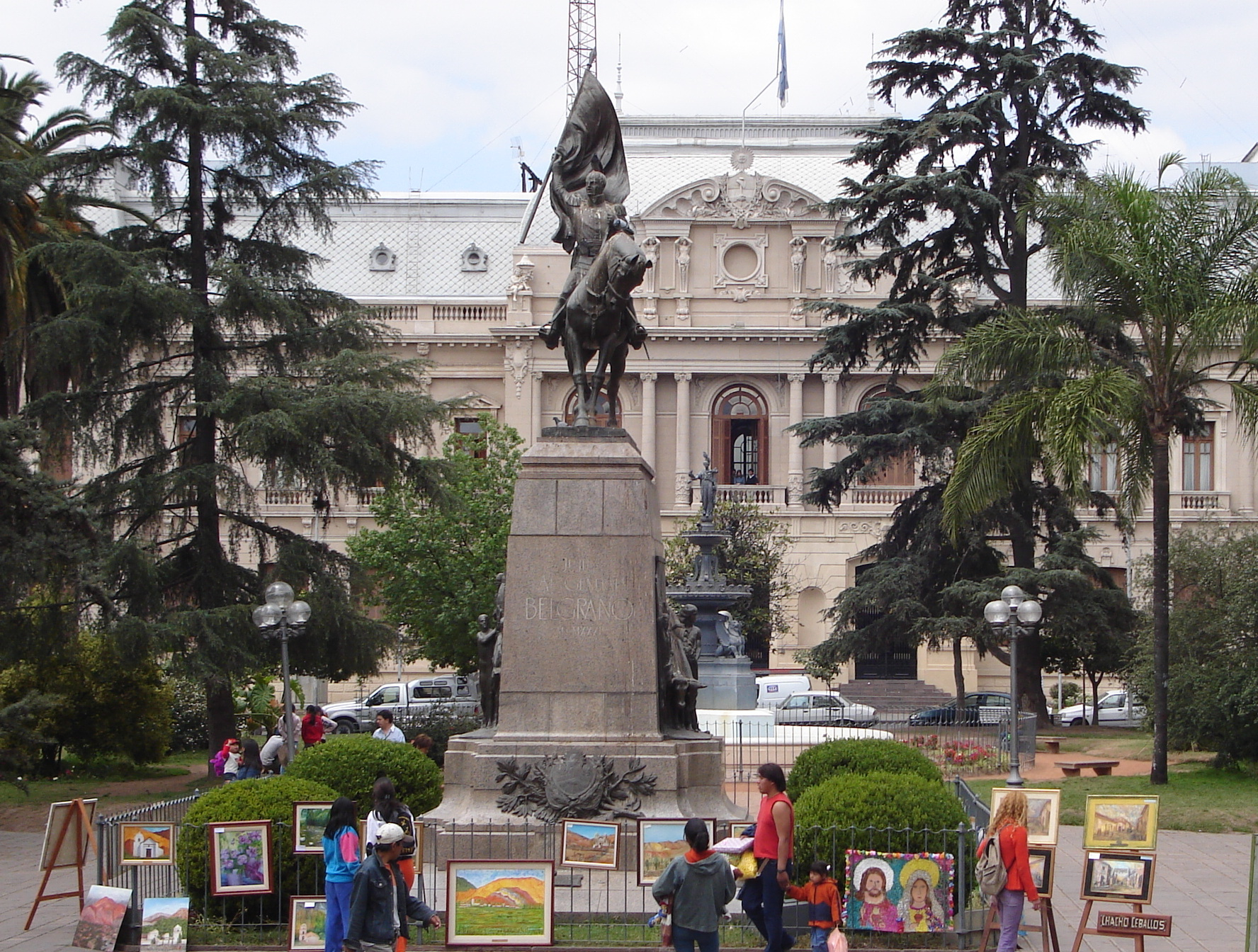
Plaza Belgrano, escenario de los primeros desfiles de carrozas en los inicios de la Fiesta.

Los orígenes de la Fiesta pueden rastrearse hasta las tradicionales estudiantinas, creadas en 1916 por los estudiantes del Colegio Nacional N.º 1 "Teodoro Sánchez de Bustamante". En 1918, adoptaron el nombre de El Vejigazo, el cual se convirtió en un hecho fundamental para el desarrollo posterior de la FNE. Este evento anual, que se trasladó al Teatro Mitre, consistía en publicaciones humorísticas, representaciones teatrales y  sketches con un fuerte componente de crítica y parodia a políticos, docentes y directivos escolares. El nombre deriva del uso extendido de vejigas de vacunos como pelotas de fútbol durante el período, planteando así una metáfora de un humor ácido y directo "que no daña pero despierta" de parte de los "vejigas", término que utilizaban los participantes para referirse a sí mismos. Sin embargo, su gran popularidad derivó en arrestos, censura y sanciones, hasta su suspensión permanente en 1947 por los gobiernos conservadores de la época. Su influencia fue de todos modos innegable, inspirando a toda una generación de artistas como Domingo Zerpa, Raúl Galán o Miguel Pereira. La Fiesta con elecciones de Reinas y carrozas artesanales, inspiradas en las kermeses del Parque San Martín surgidas en 1936, fue entonces una alternativa de celebración para no tener problemas con las autoridades. En homenaje a esta historia y ante los requerimientos de los numerosos protocolos biosanitarios por la pandemia de COVID-19, la Elección Nacional del año 2021 se realizó sin público en las instalaciones de esta institución educativa.

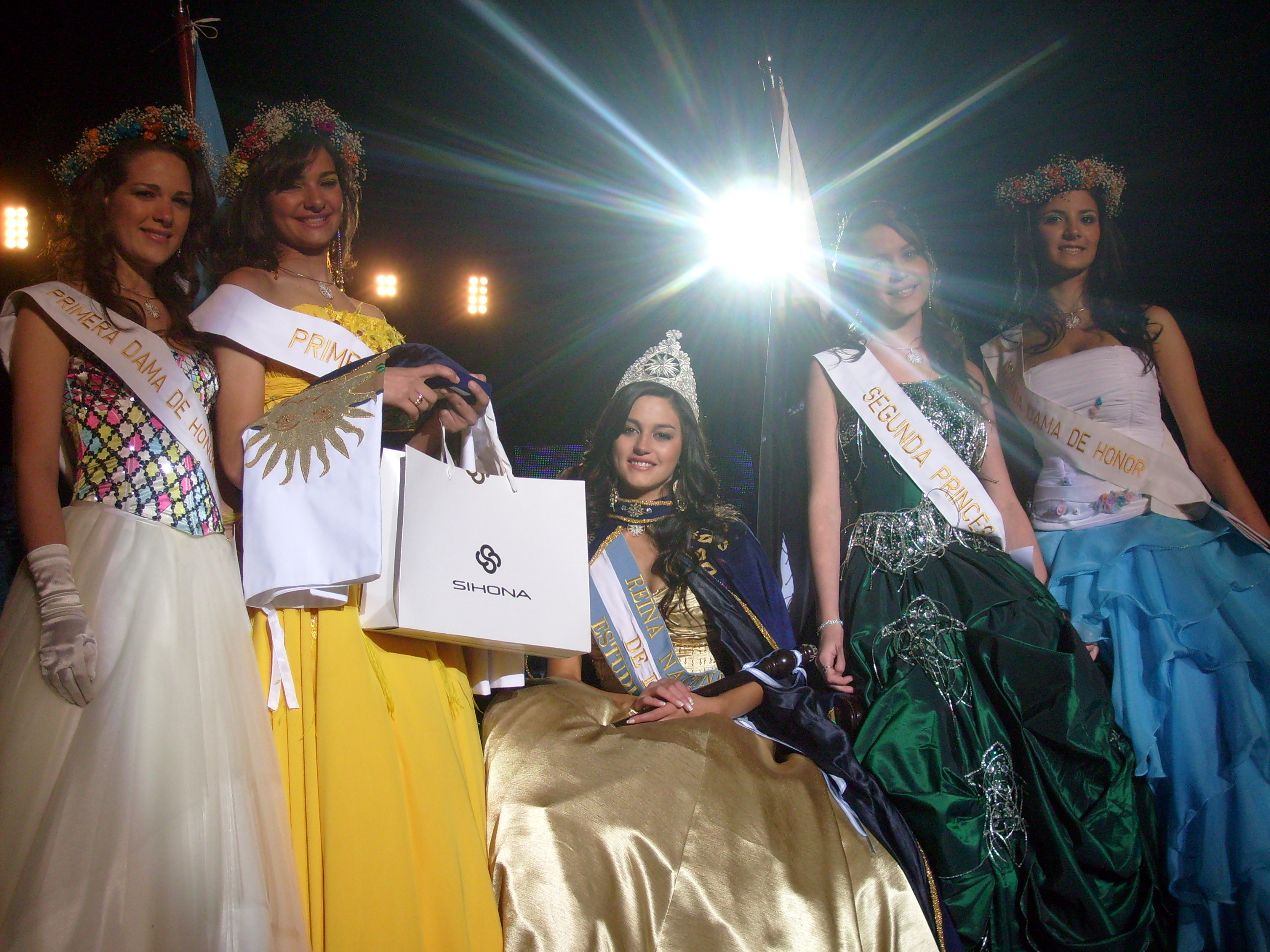
Elección Reina Nacional del año 2008, con la corte de candidatas electas.

Por motivo de la visita de Oscar Ivanissevich, ministro de Educación en aquel entonces, San Salvador de Jujuy se convirtió desde septiembre de 1949 en sede de la Semana de la Juventud. La primera edición oficial de la Fiesta de los Estudiantes como tal se celebró tres años después, en 1952. Desde entonces, la ciudad congrega a jóvenes de todo el país anualmente para eventos deportivos e importantes actividades culturales con artistas famosos a nivel nacional. En aquella edición se realizó el primer desfile de carrozas en la Plaza Belgrano y su posterior entrega de premios, seguida de la elección de la Reina de los Estudiantes en la Sociedad Española entre las distintas representantes estudiantiles ya elegidas en los colegios secundarios de la ciudad. En 1972, veinte años después del establecimiento de estas celebraciones, los estudiantes a cargo de la organización en conjunto con el gobierno provincial consiguieron el apoyo necesario para convocar a delegaciones de las otras provincias. Luego del éxito de la iniciativa, desde entonces se confirma el título de la FNE como "Fiesta Nacional". A pesar de la dictadura establecida por el golpe de Estado de 1976, las Comisiones Estudiantiles de la época llevaron adelante enormes trabajos de difusión con personalidades televisivas de la época: los hechos más destacados fueron la invitación de Patricia Mengual (presidenta de la Comisión) a un almuerzo con Mirtha Legrand y la llegada de Juan Alberto Badía a San Salvador de Jujuy para difundir las celebraciones a través de Radio del Plata. Es a partir de entonces cuando la Fiesta se transforma en uno de los eventos turísticos más importantes para la provincia, llegando a adoptar en la década de los años 1980 un carácter latinoamericano que con el tiempo fue abandonado por diversos motivos. 

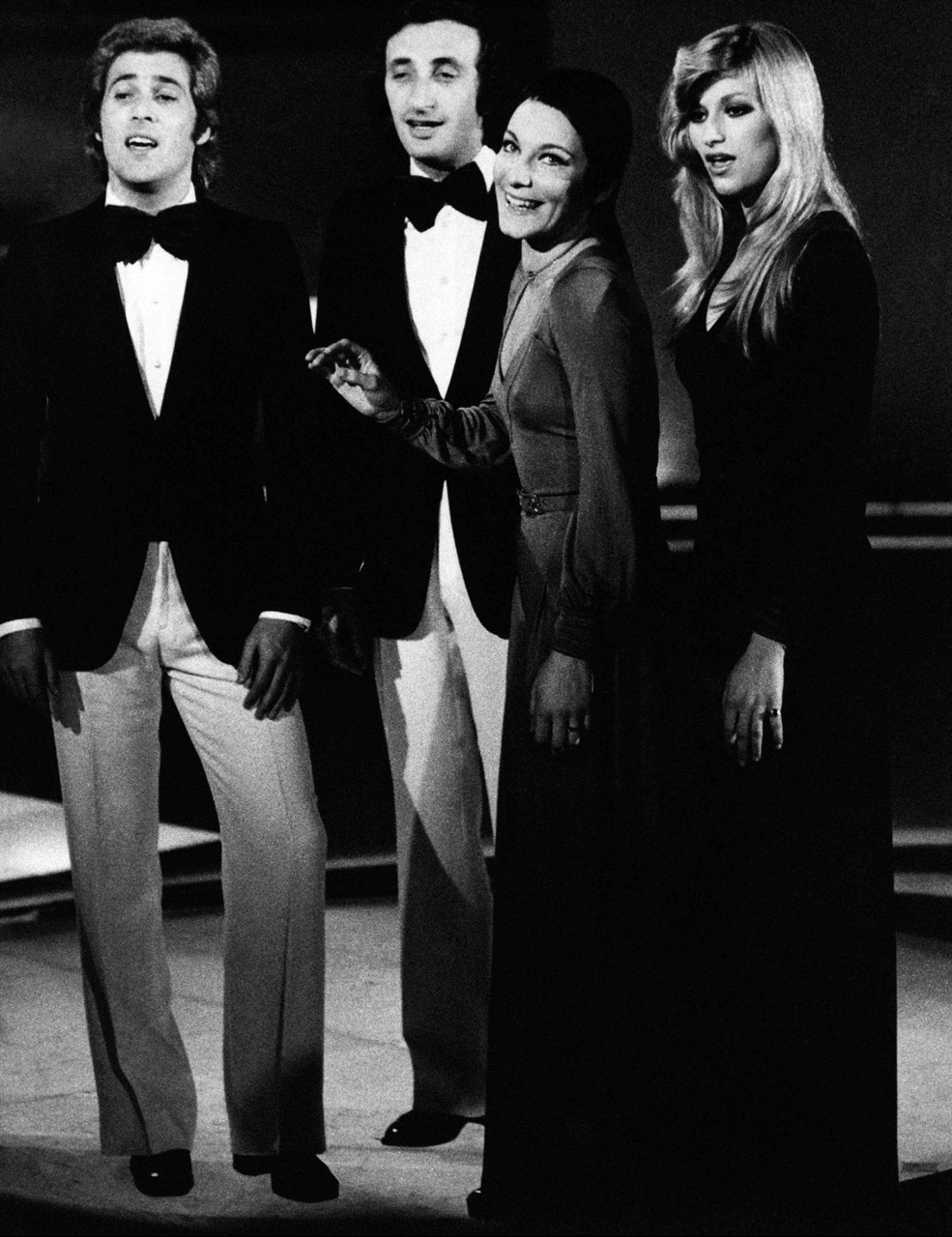
Ricchi e Poveri, grupo musical italiano cuya versión en español de la canción Mamma Maria se utiliza como jingle de la FNE desde 1982.

En el aspecto musical, las canciones de la Fiesta (llamadas "jingles") se popularizaron a lo largo de esa misma década. Posteriormente remasterizados para adaptarse a los tiempos, muchos de ellos han perdurado y tienen un gran significado simbólico y emocional para la población jujeña. Las más destacadas y reconocidas fueron compuestas especialmente para las festividades por el compositor jujeño Nino Fuentes: Ven a Jujuy, De muchacha se vistió y Pasa la carroza. Igualmente utilizadas desde entonces son Juntos en Jujuy, Es la Fiesta de los Estudiantes de Sergio Villar, Impondré el amor de Pasaporte y la adaptación al español de Mamma Maria, éxito del grupo italiano Ricchi e Poveri, contando con una enorme popularidad. En 2012, la banda Los Tekis lanzó la última de las canciones emblemáticas de la Fiesta hasta el momento: Primavera. Desde sus inicios, asimismo, la Fiesta atrajo a famosos artistas argentinos y latinoamericanos que desde años recientes son invitados luego de una consulta previa entre los estudiantes, entre ellos Babasónicos, Los Tipitos, Miranda!, Turf, Los Auténticos Decadentes, Estelares, Vicentico, Luciano Pereyra, Axel, Lali Espósito, Sebastián Yatra, Tini Stoessel, Morat, CNCO, María Becerra, entre otros.
Actualmente, las elecciones de representantes estudiantiles en los colegios se realizan durante todo el año, pero los eventos multitudinarios de la FNE inician en agosto con los Sábados Estudiantiles, jornadas celebradas en el Estadio 23 de Agosto en las cuales las escuelas compiten con actuaciones artísticas. Estas son alentadas por hinchadas compuestas por miles de adolescentes que realizan "napolitanas", enormes carteles alegóricos de papel madera decorados con pintura y grafiti. A poco más de una semana, la cuenta regresiva llega a su recta final con el día de la Pintada Estudiantil, la cual consiste en la realización de  pinturas alegóricas que decorarán el lugar por el cual desfilarán las carrozas y carruajes. El tradicional desfile Bienvenida Primavera, en el que participan escuelas primarias y de educación especial, marca el inicio definitivo de la Fiesta. Con una duración aproximada de diez a quince días, tradicionalmente estaba establecido que los desfiles de carrozas sean en la Avenida Córdoba, la Elección Capital se realice en el Estadio Federación de Básquet y que el Estadio 23 de Agosto sea sede de la Elección Nacional. Por su parte, la Elección Provincial ha sido uno de los pocos eventos centrales que la organización buscó realizar activamente fuera de San Salvador de Jujuy con sedes rotativas, con el fin de involucrar al resto de la provincia en las celebraciones. Actualmente, a excepción de la Elección Nacional, todas las celebraciones se centralizan en el predio Ciudad Cultural de la capital provincial. En 2019, sucedió otro hecho histórico: se invitó por primera vez a un rey de la Juventud, elegido en la Provincia de San Juan, a desfilar en una carroza. Esto inspiró las elecciones de Paje 10 desde 2022, con los representantes masculinos desfilando en las carrozas desde 2023.

## Representantes, Embajadoras y Reinas

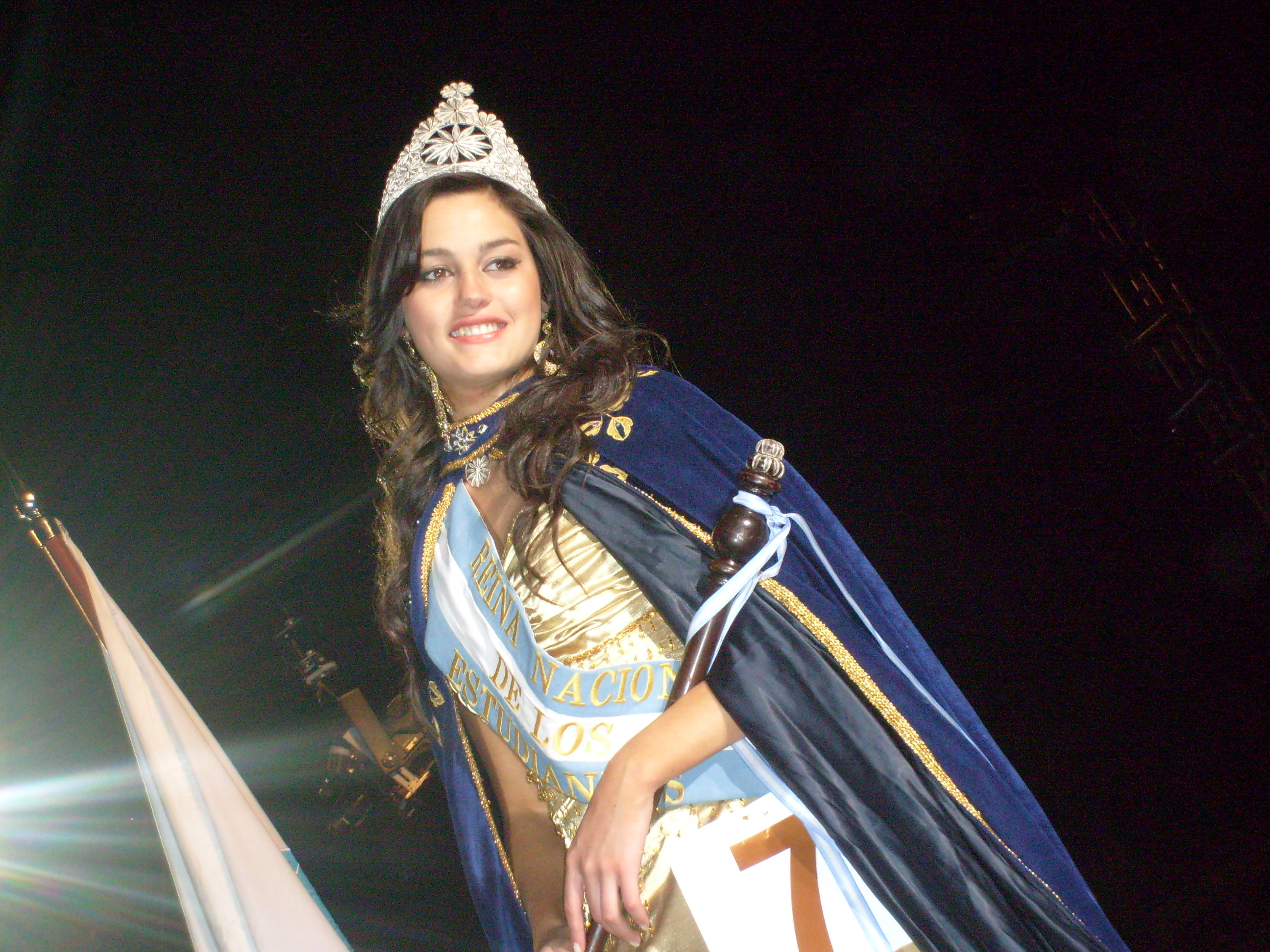
María Pilar Jiménez, Reina Nacional de los Estudiantes 2008.

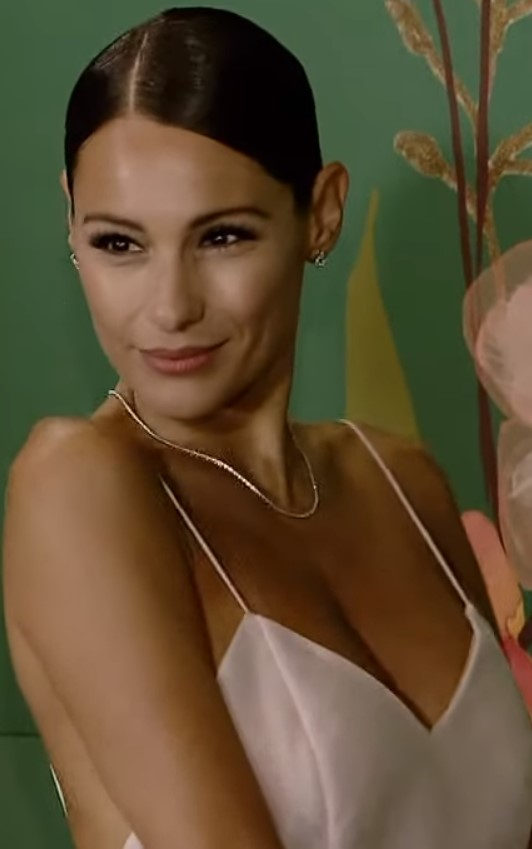
Carolina Ardohain, modelo y conductora, Reina Nacional de los Estudiantes 1994.

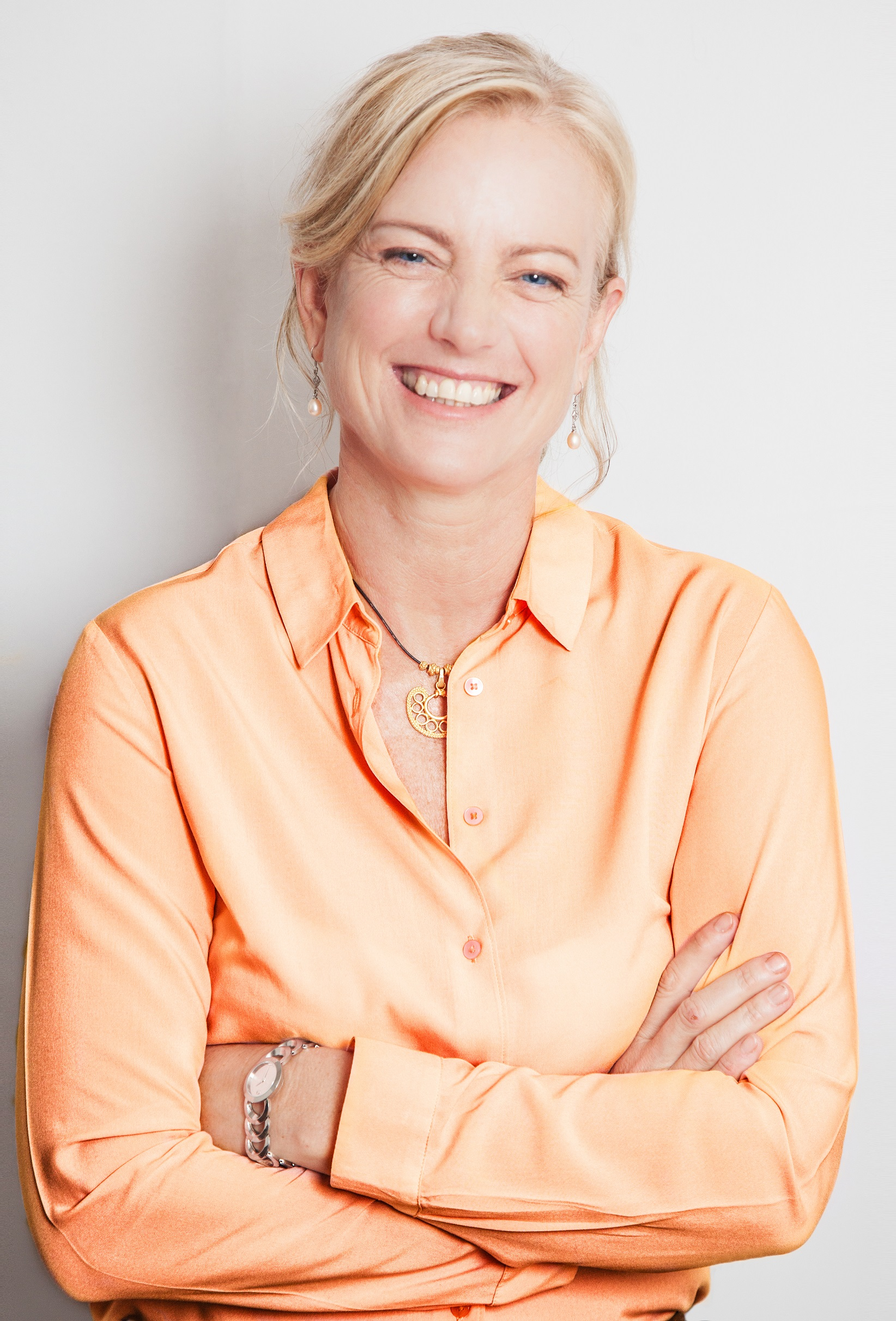
Karen Hallberg, física, Reina Nacional de los Estudiantes 1980.

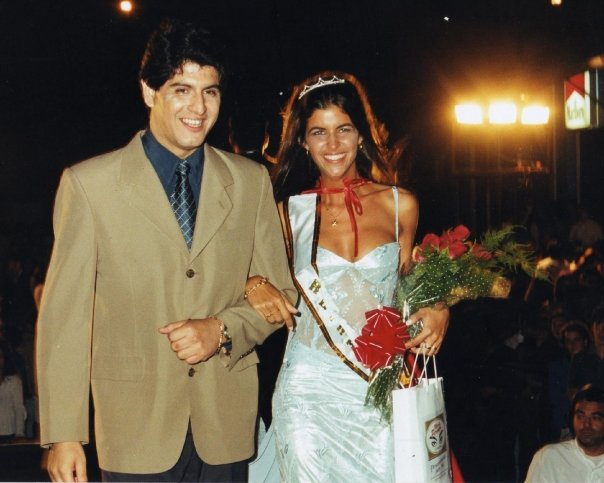
Virginia Kurtz, Reina Nacional de los Estudiantes 2000.

Desde el inicio del ciclo lectivo, cada colegio secundario de Jujuy celebra una elección en donde se nombra una Representante o Embajadora, antiguamente llamadas Reinas. Cada una de ellas participa luego en la elección del departamento en el cual se encuentra ubicada la institución educativa, dando así el paso a la Elección Provincial en la cual participan los dieciséis departamentos de la provincia.  
Desde fines de los años 40 hasta 1971, la elección de Reina considerada como oficial era la de la capital provincial. En 1972, la fiesta adquirió una dimensión insospechada y con el apoyo del gobierno provincial y empresarios locales adquiere el nombre de Fiesta Nacional de los Estudiantes, formándose la primera Comisión Central de Estudiantes para poder organizarla. De esta manera, los departamentos jujeños fueron invitados a sumarse a la primera Elección Provincial en 1972, con el fin de seleccionar formalmente a una representante que participaría en la instancia nacional junto a las demás provincias del país. Desde entonces, la gala de proclamación de la representante del Departamento Doctor Manuel Belgrano, en el cual se encuentra la ciudad de San Salvador de Jujuy, es conocida como la Elección Capital y es la última de las dieciséis en realizarse, marcando el inicio de la Fiesta junto a los primeros desfiles de carrozas y carruajes. 
La Fiesta llega a uno de sus momentos más esperados con la Elección Nacional, para la cual el Ente Autárquico Permanente, la Comisión Estudiantil y el Gobierno de Jujuy invitan a todas las provincias de la República Argentina y a la Capital Federal a que envíen una embajadora estudiantil. Tanto las representantes colegiales de San Salvador de Jujuy (a lo largo de toda la semana) como las embajadoras de otros departamentos y provincias (antes de sus respectivas elecciones) tienen el honor de realizar pasadas en las carrozas y carruajes durante los desfiles. Las jornadas previas a cada Elección se caracterizan por recibimientos, viajes, regalos y agasajos para las candidatas. Los más importantes se dan en las sedes de los principales medios de comunicación de la provincia, entre ellos Diario Pregón, Diario El Tribuno y Canal 7. Como parte de estos eventos, una de las tradiciones más importantes es el tradicional saludo de las candidatas nacionales en el balcón de las oficinas del Pregón. En las noches siguientes a la Elección Provincial y Nacional, las Representantes y Embajadoras elegidas desfilan nuevamente en las carrozas, ya con sus atributos, para celebrar junto al público.
Como las elecciones sólo admiten como candidatas a adolescentes dadas las características de la Fiesta, para muchas jóvenes la Fiesta ha representado el inicio de carreras en los mundos del modelaje, el espectáculo, la actuación, los certámenes de belleza y la ciencia, siendo los casos más destacados Daniela Cardone (Reina Nacional 1979), Karen Hallberg (Reina Nacional 1980), Pampita (Reina Nacional 1994), Belén Giménez (Primera Princesa Nacional 2000), Jorgelina Airaldi (Reina Nacional 2001), Cecilia Franco (Reina Nacional 2002), Solange Rivas (Primera Princesa Nacional 2004), Elena Roca (Reina Nacional 2007), Sofía Jiménez (Segunda Princesa Capital 2007), Pilar Jiménez (Reina Nacional 2008), Candela Berbel (Reina Nacional 2010), Ailén 
Sciutto (Reina Nacional 2011), Carla Romanini (Reina Nacional 2012), Victoria Colovatti (Reina Nacional 2013) y Celeste Pamio (Primera Princesa Nacional 2018).
Luego de una extensa consulta pública realizada en 2016, el Ente concluyó que el principal cuestionamiento de la población jujeña y de los estudiantes en particular al sistema de selección tenía que ver la percepción de que este era anticuado y se enfocaba mucho en características físicas. En consecuencia, desde 2017 se determinó que las Elecciones Provinciales adopten un nuevo enfoque, eliminando permanentemente los nombramientos de princesas. El título de Reina fue eliminado desde el año 2021 para no promover estereotipos negativos en la sociedad y reducir la presión sobre las candidatas. Actualmente, la Representante Provincial es seleccionada luego de haberse realizado un primer corte, en el cual son elegidas cuatro Embajadoras con la misma jerarquía que representan a cada una de las regiones provinciales: Puna, Quebrada, Valles y Yungas. Los dieciséis departamentos de Jujuy están distribuidos en las regiones de la siguiente manera:
- Puna:  Cochinoca,  Rinconada,  Santa Catalina,  Susques y  Yavi.
- Quebrada:  Humahuaca,  Tilcara y  Tumbaya.
- Valles:  Doctor Manuel Belgrano,  El Carmen,  Palpalá y  San Antonio.
- Yungas:  Ledesma,  San Pedro,  Santa Bárbara y  Valle Grande.

Por otra parte, también en el marco de la renovación al reglamento de la Fiesta acordada en 2017 entre la Comisión Estudiantil y el Ente Autárquico Permanente, se determinó que la Elección de la Representante Provincial cuente con una nueva instancia: el "proyecto social solidario". Desde la edición de 2018, uno de los requisitos para la participación de las candidatas departamentales es la presentación de estos planes de trabajo, los cuales deben tener objetivos claros y relevantes para sus lugares de origen, abarcando temáticas que sean significativas para ellas y sus instituciones educativas. Dado que el intervalo entre la Elección Capital y la Elección Provincial es de escasos días, este requerimiento también se traslada a todas las representantes estudiantiles del Departamento Doctor Manuel Belgrano. Luego de su presentación en el Congreso de la Juventud y en la Elección, el proyecto ganador de la votación del jurado es anunciado en los instantes previos a la proclamación de los nombres de las Embajadoras y la representante recibe un reconocimiento de la Comisión Estudiantil. En las semanas posteriores, el proyecto es llevado adelante por la ganadora y su comunidad con la asistencia del gobierno provincial.
En la edición de 2021, dada la pandemia de COVID-19 se utilizó un esquema especial inspirado en el sistema provincial para la Elección Nacional, en el cual la representante de los estudiantes de la Argentina fue elegida a partir de cinco embajadoras de las regiones del país: Centro, Cuyo, Litoral, Norte y Patagonia. El objetivo fue que cada Embajadora pueda llevar la FNE a su región. Desde la edición de 2022, esta alternativa fue abandonada y se implementó un nuevo sistema que recuerda al tradicional, el cual consiste en la elección de la Representante Nacional, la Primera y Segunda Representantes y las Damas de Honor.
Asimismo, en el año 2022 el Ente Autárquico Permanente también anunció que se empezaría a celebrar la Elección Provincial del Paje 10 para elegir al representante masculino de los estudiantes de Jujuy, quienes unos días después estarán en la Elección de la Representante Nacional. Todos los colegios de la provincia están habilitados a elegir un representante, lo que en la mayoría de los casos se hizo en simultáneo con las tradicionales elecciones de las representantes de cada institución educativa. La primera elección del Paje 10 Provincial se realizó el 21 de septiembre de 2022.

### Provincias ganadoras de la Elección Nacional: palmarés
Hasta la edición más reciente de la Fiesta (2024), 16  divisiones territoriales argentinas han ganado la Elección Nacional al menos una vez desde 1972. Jujuy ostenta el mayor número de Representantes y Reinas Nacionales proclamadas a la fecha con 14. En segundo lugar, con 10 victorias, Misiones. También se destaca La Pampa, con cinco triunfos.
| Provincia           | Representantes | Año(s)                                                                             |
| ------------------- | -------------- | ---------------------------------------------------------------------------------- |
| Jujuy               | 14             | 1973, 1975, 1976, 1980, 1982, 1997, 1999, 2003, 2005, 2007, 2008, 2015, 2017, 2021 |
| Misiones            | 10             | 1972, 1977, 1981, 1984, 1995, 1998, 2000, 2004, 2011, 2022                         |
| La Pampa            | 5              | 1985, 1994, 2002, 2009, 2024                                                       |
| Salta               | 4              | 1974, 1991, 1996, 2006                                                             |
| Mendoza             | 3              | 2010, 2012, 2013                                                                   |
| San Luis            | 3              | 1986, 1989, 1990                                                                   |
| Santa Fe            | 2              | 2001, 2018                                                                         |
| Santiago del Estero | 2              | 1978, 2016                                                                         |
| Entre Ríos          | 2              | 1987, 1988                                                                         |
| Tucumán             | 1              | 2023                                                                               |
| CABA                | 1              | 2019                                                                               |
| Chubut              | 1              | 2014                                                                               |
| Catamarca           | 1              | 1993                                                                               |
| Chaco               | 1              | 1992                                                                               |
| Córdoba             | 1              | 1983                                                                               |
| Río Negro           | 1              | 1979                                                                               |

### Departamentos ganadores de la Elección Provincial: palmarés
Hasta la edición más reciente de la Fiesta (2024), seis  departamentos de la provincia han ganado la Elección Provincial al menos una vez desde 1972. Doctor Manuel Belgrano encabeza la lista con el mayor número de Representantes y Reinas Provinciales proclamadas a la fecha con 34. El segundo lugar lo ostenta San Pedro, con 10 coronaciones. Finalmente, se destaca El Carmen con cinco victorias.
| Departamento           | Representantes | Año(s) |
| ---------------------- | -------------- | --- |
| Doctor Manuel Belgrano | 34             | 1972, 1973, 1975, 1976, 1980, 1981, 1982, 1983, 1985, 1986, 1987, 1989, 1990, 1991, 1994, 1995, 1996, 1997, 1998, 1999, 2003, 2004, 2005, 2006, 2007, 2008, 2009, 2013, 2014, 2015, 2016, 2021, 2022, 2023 |
| San Pedro              | 10             | 1974, 1977, 1978, 1984, 1992, 2000, 2001, 2002, 2010, 2012 |
| El Carmen              | 5              | 1988, 1993, 2011, 2018, 2019 |
| Ledesma                | 1              | 2024 |
| Tilcara                | 1              | 2017 |
| Yavi                   | 1              | 1979 |

## Carrozas y Carruajes

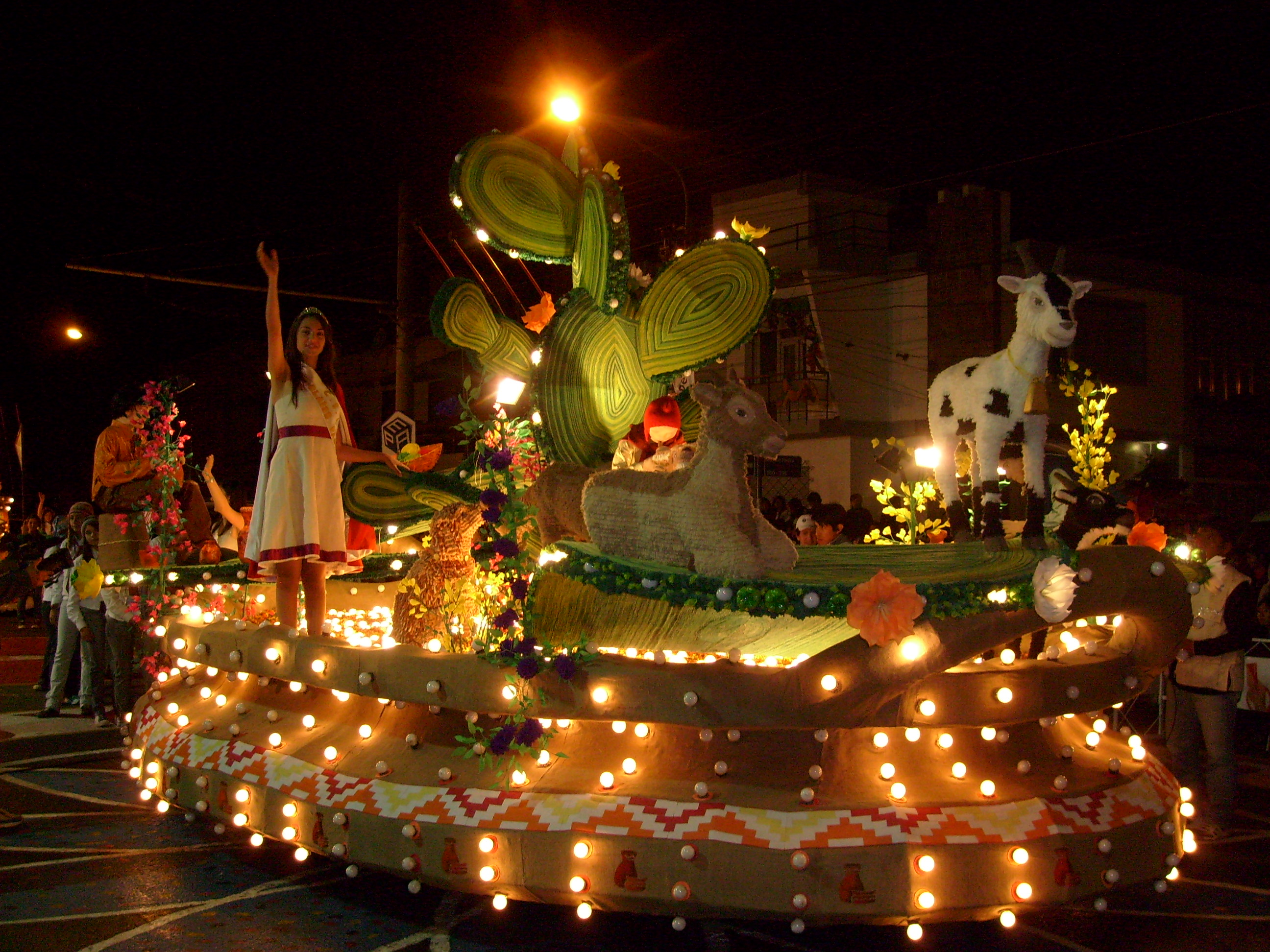
Carruaje del Colegio Secundario Informático Blaise Pascal en el año 2008, desfilando por la Avenida Córdoba.

Desde ya varios meses antes de la celebración de la Fiesta, cientos de estudiantes de los colegios y escuelas secundarias de la provincia se transforman en lo que se denomina carroceros. Aunque gran parte de los estudiantes secundarios se involucra en distintos grados con la Fiesta, son usualmente los jóvenes que están cursando los últimos dos años de sus estudios los que oficialmente son reconocidos por el Ente Autárquico Permanente como carroceros de pleno derecho, previa autorización de las instituciones educativas, otorgándoles una oblea oficial que los acredita como tales. En conjunto con sus actividades académicas, durante semanas enteras llevan adelante trabajos encima de un chasis, estructuras que sujetan componentes mecánicos, por lo que usualmente se reutilizan de automóviles u otros tipos de vehículos. Estos deben respetar parámetros específicos de medidas que son regulados por el Ente Autárquico Permanente, el cual además selecciona un jurado que califica las creaciones a lo largo de los diez días que dura la Fiesta. Las creaciones pueden entrar en tres categorías: Carrozas (de varios metros de largo), Carrozas técnicas (que incluyen movimientos) y Carruajes (de dimensiones más reducidas).
Las estructuras son realizadas en un espacio denominado "canchón" empleando principalmente hierros y alambres para poder representar un proyecto alegórico, el cual debe ser diferente en cada edición y contar con la aprobación por el Ente Autárquico Permanente, evitando así repeticiones de temáticas que puedan afectar el puntaje final. Una vez finalizado el soldado de las estructuras, se realizan la cartapesta y el posterior forrado, para el cual se permite una enorme libertad artística. Tradicionalmente, gran parte de este proceso consistía en un recubrimiento con cientos de flores hechas con papel crêpe, un tipo especial de papel fino, junto a distintos tipos de focos para proveer una iluminación que permita al público apreciar las obras de la mejor manera posible durante los desiles. La instalación eléctrica también es realizada por los carroceros, quienes conectan secuencias de tal manera que luego se pueden programar distintos movimientos y alternativas de encendido y apagado. Desde 2016, se premia con puntaje adicional a la utilización de materiales reciclados y solamente se permite la iluminación con LEDs. El puntaje otorgado por los jurados a lo largo de las distintas noches de desfiles es luego computado para determinar los puestos que se anunciarán en la Entrega de Premios, uno de los momentos más importantes de la semana. Con este evento la Fiesta se da por finalizada y las creaciones son desarmadas para iniciar con los preparativos para el siguiente año, con las carrozas y carruajes del interior de la provincia retornando a sus comunidades de origen para una exposición final.

### Historia de los desfiles y los carroceros

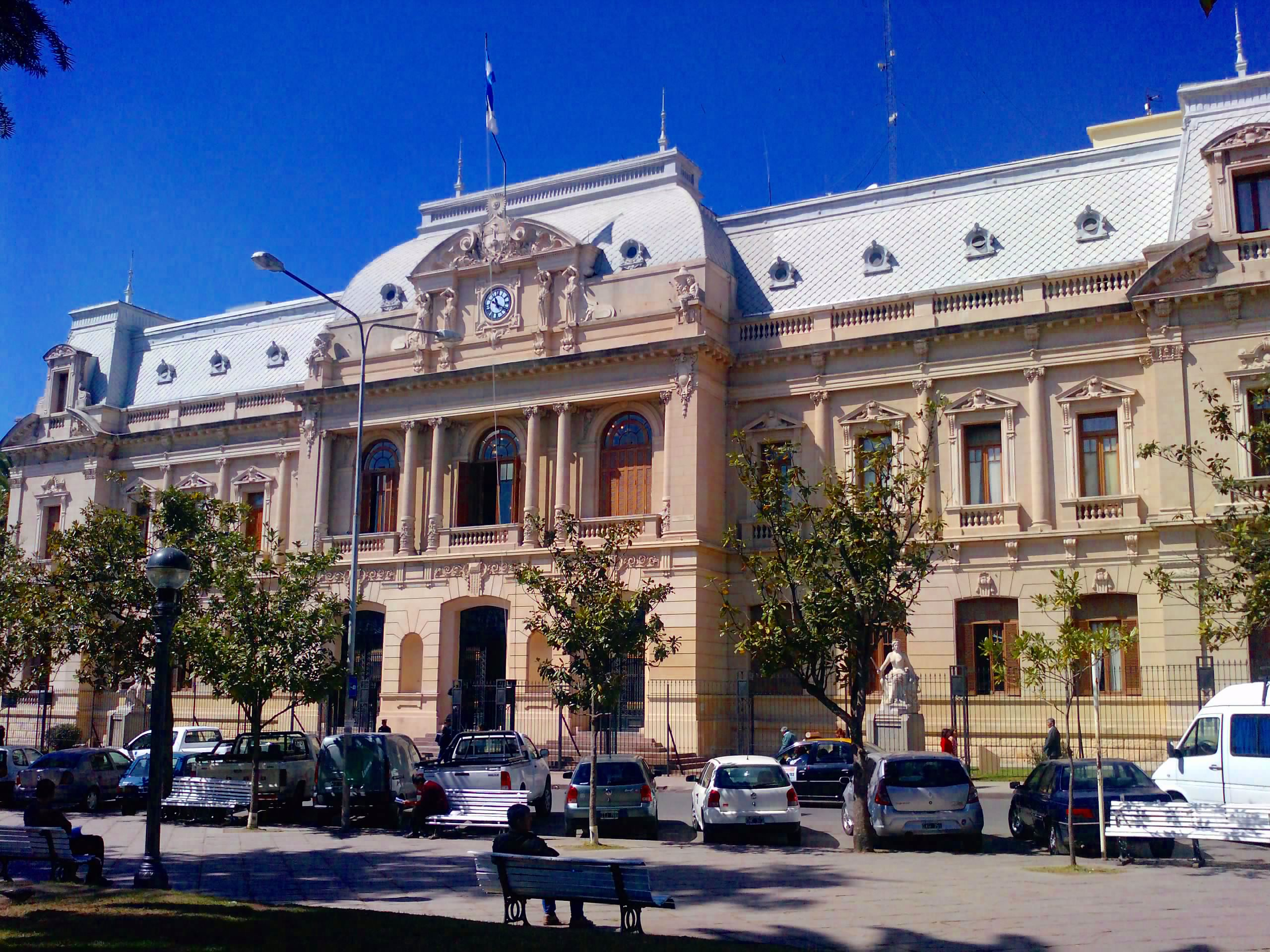
Casa de Gobierno de Jujuy, escenario del primer desfile de carrozas de la Fiesta en 1952.

El primer desfile de carrozas se llevó a cabo el día 20 de septiembre de 1952 en la Plaza Belgrano, contando con la participación de la Escuela Normal, la Escuela de Manualidades, la Escuela Industrial, la Escuela de Comercio, el Colegio del Huerto y el Colegio Nacional. Estas primeras carrozas consistían en estructuras de madera cubiertas por lienzos pintados con motivos florales, construidas sobre camiones o acoplados tirados por tractores. Estas eran iluminadas con focos comunes y tubos fluorescentes que recibían energía eléctrica a través de baterías, mientras que la mayor parte de la decoración era de flores naturales y artificiales. Luego de dar tres vueltas a la Plaza, los estudiantes se dirigieron a la Sociedad Española para la elección de la primera Reina, Lidia Martínez.
Sin embargo, la popularidad de la Fiesta y el aumento de las carrozas en número y tamaño colapsaron la capacidad de la Plaza en los años siguientes. Cuando la situación se volvió insostenible, las celebraciones se trasladaron a la Avenida Córdoba. Al ser una de las arterias más importantes de la ciudad y aledaña tanto al Estadio La Tablada, antigua sede de las Elecciones Nacionales, como al Parque San Martín, el más grande de la ciudad y un lugar de esparcimiento popular, era la ubicación idónea para los desfiles. En la Avenida Santibáñez, por su parte, se establecía un complejo llamado "Parque Cerrado", en el cual permanecían todas las creaciones durante los días que durase la FNE, custodiadas por distintos grupos de carroceros. Por estos motivos, los problemas de tránsito vehicular eran característicos de la Fiesta, a los que se les sumaba la presencia de dos de los hospitales más importantes de la ciudad en este recorrido - el Hospital de Niños y el Hospital Pablo Soria -, los cuales se enfrentaban a serios inconvenientes para gestionar las emergencias médicas. Finalmente, luego de años de esfuerzo de todos los sectores políticos de la provincia por llegar a una solución, en 2016 los desfiles y el Parque Cerrado se trasladaron a la Avenida de los Estudiantes del predio Ciudad Cultural, ubicado a unos minutos de su ubicación tradicional.
A lo largo de los años, la tradición de destruir las carrozas se rompió en ciertas ocasiones. En 1977, durante la década de la gran expansión de la Fiesta, la Escuela de Educación Técnica N° 1 "Escolástico Zegada" obtuvo el primer premio en la categoría Carroza técnica con una obra conocida popularmente como "Las ardillas". La obra fue la primera de las realizadas durante la FNE en salir de la provincia, participando en la Fiesta Nacional del Mar de la ciudad de Mar del Plata. Entre 2015 y 2019, las instituciones educativas que obtuvieron los primeros premios en sus categorías tuvieron también el honor de presentar sus obras originales y nuevas carrozas especiales en el stand de Jujuy en Tecnópolis, la megamuestra de ciencia, tecnología, industria y arte más grande de América Latina, ubicada en Villa Martelli, Buenos Aires. El aporte histórico de los carroceros a la Fiesta es innegable, por lo que el Gobierno de Jujuy desde hace años ha buscado presentar distintos reconocimientos. La Ley Provincial N° 5523 de 2006 instituye al día del penúltimo desfile como el "Día del Carrocero". Asimismo, desde 2017 las instituciones ganadoras son premiadas con viajes de estudio a sus estudiantes destacados a distintos destinos estratégicos, entre ellos Estados Unidos, Francia y China.

## Congreso Nacional y Latinoamericano de la Juventud
Creado en 1985 como respuesta a los períodos de censura durante las  dictaduras militares argentinas, se ha constituido a través de sus ediciones como un espacio para la presentación de proyectos y el intercambio de ideas sobre temáticas inherentes a problemáticas juveniles, estudiantiles y sociales. Su aspecto fundamental es que los participantes son jóvenes estudiantes secundarios de Argentina y de otros países de América Latina. Al finalizar, se recopilan todas las charlas y exposiciones para difundirlas en redes sociales y en el Poder Legislativo de Jujuy, con el fin de presentar estos temas ante las autoridades. Ha contado con el apoyo del Ministerio de Educación, la Organización de las Naciones Unidas (ONU) y de la Organización de los Estados Americanos (OEA).
El objetivo principal de la creación de este espacio fue el de darle a distintos adolescentes un rol importante en el debate social. En este sentido, la difusión de las actividades busca mejorar la incorporación de la juventud a una sociedad marcada por la globalización dando a conocer las ideas, realidades, necesidades y aspiraciones de los jóvenes a la comunidad en general y a tomadores de decisión en los ámbitos provincial, nacional y latinoamericano. Por estos motivos, el reglamento del evento es estricto para promover un ámbito de solidaridad, comprensión, cooperación e integración. En este sentido, los objetivos específicos del espacio giran en torno a fomentar la reflexión sobre problemáticas educativas, promover el análisis crítico, reflexionar sobre la situación del medio ambiente, inspirar al desarrollo de proyectos sociales y reforzar aptitudes de liderazgo.